# عاتكة الخزرجي
عاتكة الخَزْرَجي (1343 - 1418 هـ / 1924 - 1997 م)، شاعرة ومعلِّمة وباحثة محقِّقة عراقية. 

## سيرتها
ولدت عاتكة بنت وهبي الخزرجي يوم الجمعة 17 ربيع الثاني 1343 هـ الموافق 14 تشرين الأول/نوفمبر 1924 في بغداد، وبدأت في كتابة الشعر منذ سن الرابعة عشرة. تلقَّت بكالوريا الفنون في معهد المعلمين العالي، ثم عملت معلِّمة.
التحقت بجامعة السوربون عام 1950 وحصلت على شهادة الدكتوراه عام 1955. نشرت مجموعة من أعمال الشاعرعباس بن الأحنف عام 1954. درَّست اللغة العربية في معهد المعلِّمين العالي. ونشرت عملًا عن الشاعر إسماعيل صبري.

## أعمالها
- مجنون ليلى 1954 نهجت في كتاباتها نهج أمير الشعراء أحمد شوقي ويتميز شعرها باللون القصصي.
- أنفاس السَّحَر (1963)
- لألاء القمر (1965)
- أفواف الزهر (1975)[3]

## وفاتها
توفيت عاتكة الخزرجي يوم الأحد 9 رجب 1418 هـ الموافق 9 تشرين الثاني/نوفمبر 1997 م، وكانت تُعالج في عمّان بالأردن في مستشفى ثم نُقلت إلى استكلندة لإكمال علاجها فأدركتها هنالك الوفاة ونُقل جثمانها إلى بغداد حيث دُفنت.